# 泰勒斯陨石坑
泰勒斯陨石坑（Thales）是位于月球正面北半部的一座大撞击坑，约形成于哥白尼纪，其名称取自古希腊哲学家暨数学家米利都的泰勒斯(约公元前640/624年－公元前546年)，1935年被国际天文学联合会批准接受。

## 描述

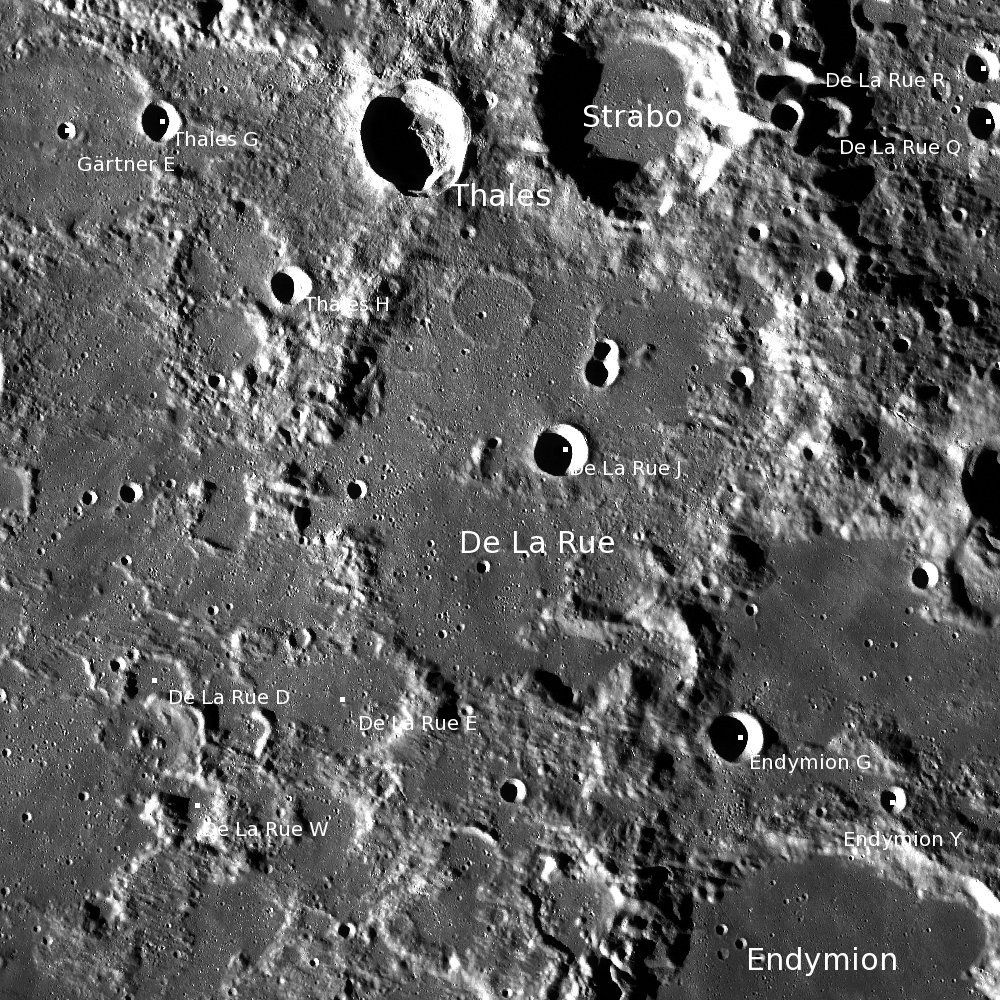
泰勒斯陨石坑的周边，月球勘测轨道飞行器拍摄。

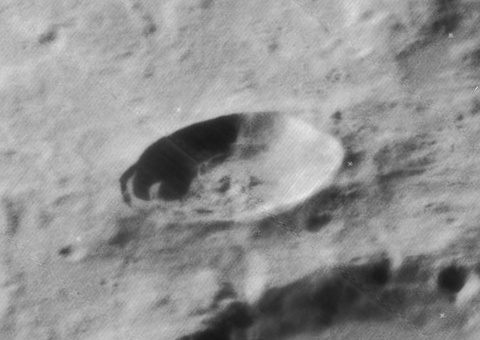
月球轨道器4号拍摄的泰勒斯陨石坑斜视图

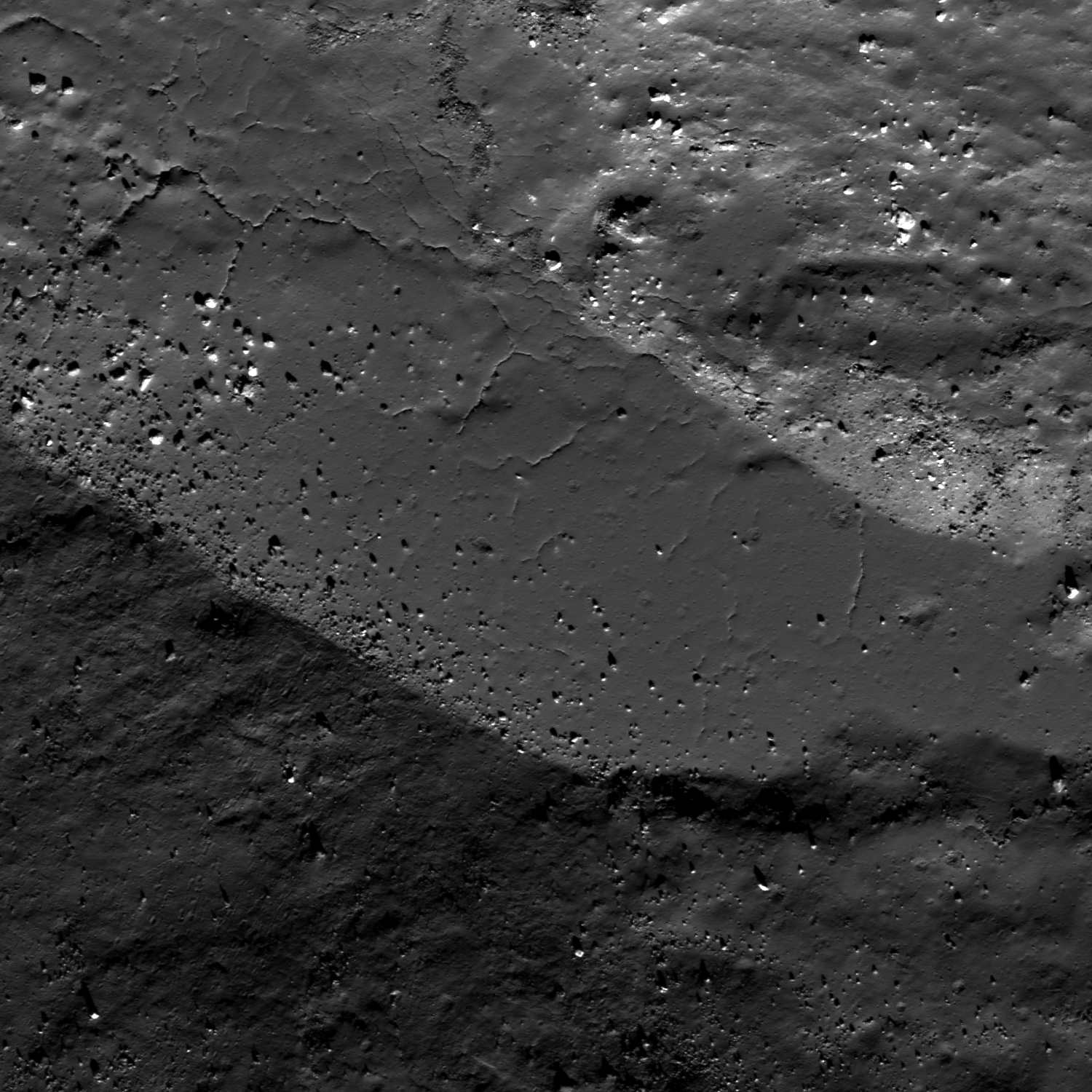
泰勒斯陨石坑底熔融岩层上的裂纹，月球勘测轨道飞行器拍摄。

该陨坑东北毗邻史瓦贝陨石坑、东面靠近大陨坑斯特拉博环形山、而更大的环壁平原-德拉鲁环形山则坐落在它的南面。该环形山中心月面坐标为61°44′N 50°16′E / 61.74°N 50.27°E，直径30.8公里，深度4.54公里。
泰勒斯陨石坑外观圆状，坑壁边缘完整、尖峭，几乎未受到明显的侵蚀。沿内侧壁分布有一些阶地状结构，尤其是东南侧特别突出，且反照率较一般的月球地形更高。陨坑壁平均高出周边地形930米，内部容积约有660公里3。坑内地表较为崎岖，仅东北一小片区域相对平坦，坑底中心偏西北矗立了一座小中央峰。
沿泰勒斯陨石坑周边环绕着一圈辐射距离达600公里的射纹系统。因而，它也被月球和行星观测协会(ALPO)列入了《带有明亮射纹系统的撞击坑列表》。但该陨坑的西北偏北方并没有射纹线，据此推定，泰勒斯陨石坑可能形成于来自该方向的一次低角度撞击事件。

## 月球瞬变现象
1892年美国天文学家爱德华·爱默生·巴纳德曾观察到"泰勒斯陨石坑内白雾笼罩，而周边却清晰分明"的月球瞬变现象(TLP)。

## 卫星陨石坑
按惯例，最靠近泰勒斯陨石坑的卫星坑将在月图上以字母标注在它的中心点旁边。

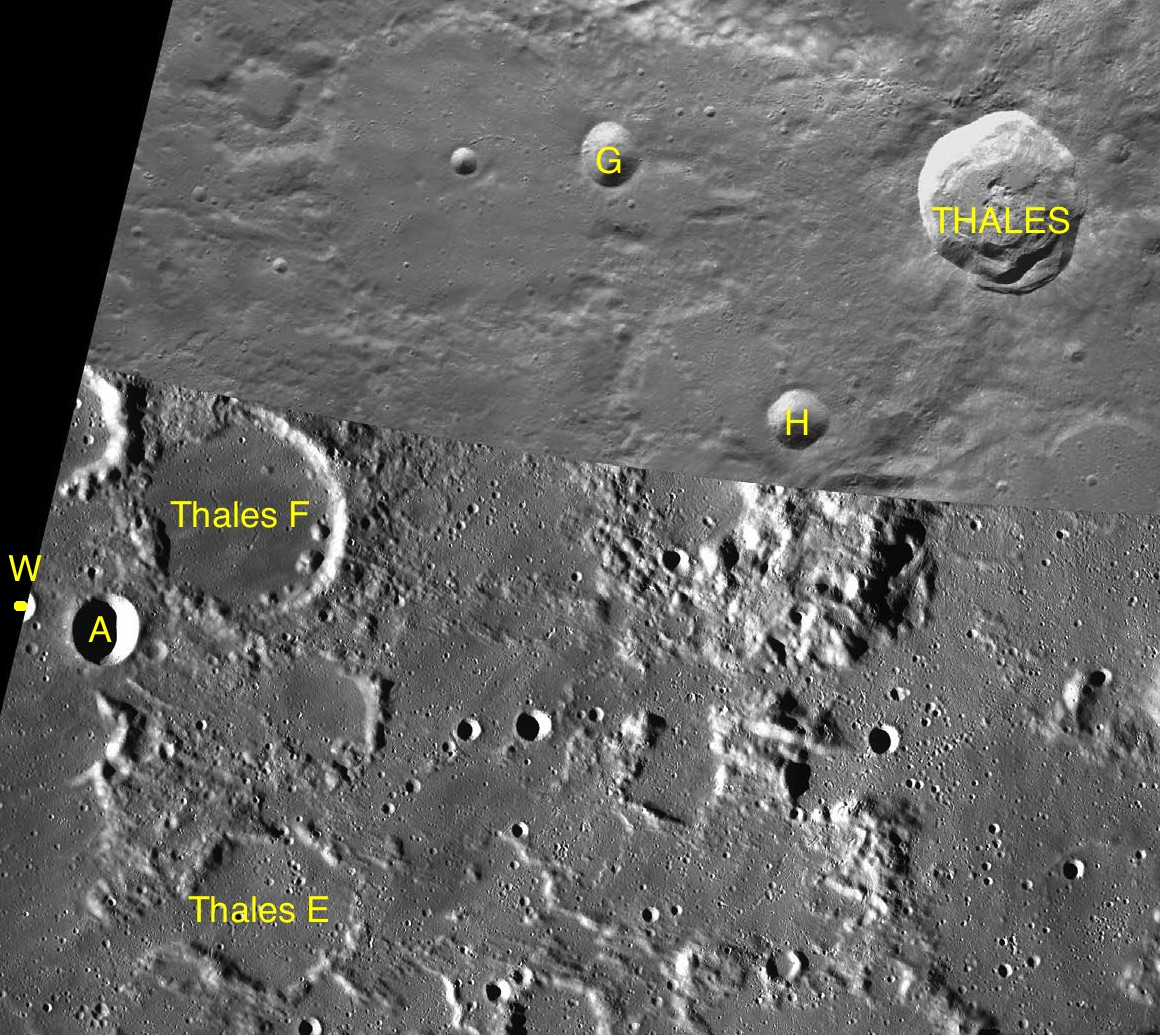
LAC-14 区域图

| 泰勒斯 | 纬度    | 经度    | 直径    |
| ------ | ------- | ------- | ------- |
| A      | 58.5° N | 40.8° E | 12 公里 |
| E      | 57.2° N | 43.2° E | 29 公里 |
| F      | 59.4° N | 42.1° E | 37 公里 |
| G      | 61.6° N | 45.3° E | 12 公里 |
| H      | 60.3° N | 48.0° E | 10 公里 |
| W      | 58.5° N | 39.8° E | 6 公里  |

## 参引资料
1. 1 2 3  Lunar Impact Crater Database
2. ↑   (PDF).   [2016-11-22]. （原始内容存档 (PDF)于2016-04-18）.
3. ↑  .   [2016-11-22]. （原始内容存档于2017-08-26）.
4. ↑  .   [2016-11-22]. （原始内容存档于2014-12-18）.
5. ↑  List of craters with bright rays system of lunar and planetary astronomy Association(ALPO) 的存檔，存档日期2016-03-04.

## 另请参阅
- Andersson, L. E.; Whitaker, E. A. . NASA RP-1097. 1982.
- Blue, Jennifer. . USGS. July 25, 2007  [2007-08-05]. （原始内容存档于2013-02-13）.
- Bussey, B.; Spudis, P. . New York: Cambridge University Press. 2004. ISBN 978-0-521-81528-4.
- Cocks, Elijah E.; Cocks, Josiah C. . Tudor Publishers. 1995. ISBN 978-0-936389-27-1.
- McDowell, Jonathan. . Jonathan's Space Report. July 15, 2007  [2007-10-24]. （原始内容存档于2012-05-26）.
- Menzel, D. H.; Minnaert, M.; Levin, B.; Dollfus, A.; Bell, B. . Space Science Reviews. 1971, 12 (2): 136–186. Bibcode:1971SSRv...12..136M. doi:10.1007/BF00171763.
- Moore, Patrick. . Sterling Publishing Co. 2001. ISBN 978-0-304-35469-6.
- Price, Fred W. . Cambridge University Press. 1988. ISBN 978-0-521-33500-3.
- Rükl, Antonín. . Kalmbach Books. 1990. ISBN 978-0-913135-17-4.
- Webb, Rev. T. W.  6th revised. Dover. 1962. ISBN 978-0-486-20917-3.
- Whitaker, Ewen A. . Cambridge University Press. 1999. ISBN 978-0-521-62248-6.
- Wlasuk, Peter T. . Springer. 2000. ISBN 978-1-85233-193-1.